# Васил Балинов
Васил Костадинов Балинов е български революционер, терорист и куриер на Вътрешната македоно-одринска революционна организация.

## Биография
Васил Балинов е роден през 1865 година в боймишкото село Дъбово, тогава в Османската империя, днес в дем Пеония, Гърция. Присъединява се към ВМОРО и действа като терорист и куриер. След Младотурската революция участва с брат си Мино в похода към Цариград в отряда на Христо Чернопеев. След Балканските войни е подложен на тормоз заедно с другите видни българи в селото от страна на гръцките власти. След 1924 година се прехвърля в България и се заселва в Свети Влас. Умира през 50-те години на XX век.